# Amblypodia aurelia
Amblypodia aurelia är en fjärilsart som beskrevs av Evans 1925. Amblypodia aurelia ingår i släktet Amblypodia och familjen juvelvingar. Inga underarter finns listade i Catalogue of Life.